# Лиховня (Наровлянский район)
Лиховня (бел. Ліхаўня) — упразднённая деревня в Вербовичском сельсовете Наровлянского района Гомельской области Беларуси.
В связи с очень высокой загрязнённостью строения разрушены и захоронены под толстым слоем земли. В связи с радиационным загрязнением после катастрофы на Чернобыльской АЭС жители (24 семьи) переселены в 1986 году в чистые места, преимущественно в деревню Василёвка Светлогорского района.
С 2005 года исключена из данных по учёту и регистрации административно-территориальных и территориальных единиц как фактически несуществующая.

## География

### Расположение
На территории Полесского радиационно-экологического заповедника.
В 17 км на юг от Наровли, 42 км от железнодорожной станции Ельск (на линии Калинковичи — Овруч), 197 км от Гомеля.

### Гидрография
На реке Словечна (приток реки Припять).

## Транспортная сеть
Транспортные связи по просёлочной, а затем автодороге Дёрновичи — Наровля.

## История
По письменным источникам известна с начала XIX века как поселение в Наровлянской волости Речицкого уезда Минской губернии. В 1879 году обозначена как поселение в Тешковском церковном приходе. В 1890 году открыта школа грамоты. В 1931 году организован колхоз «Красная пчёлка», работала кузница. Во время Великой Отечественной войны действовала подпольная группа (руководитель А. Войко). Освобождена 27 ноября 1943 года. 24 жителя погибли на фронте. В 1986 году входила в состав совхоза «Дёрновичи».

## Население

### Численность
- 1986 год — жители (24 семьи) переселены.

### Динамика
- 1897 год — 30 дворов, 190 жителей (согласно переписи).
- 1908 год — 40 дворов, 249 жителей.
- 1959 год — 189 жителей (согласно переписи).
- 1986 год — 24 двора, 43 жителя.
- 1986 год — жители (24 семьи) переселены.

## Известные уроженцы
- Эдуард Иосифович Зборовский — доктор медицинских наук, профессор